# Manolo Sarria (cómico)
Manuel Sarria Cuevas (Málaga, 19 de marzo de 1952), más conocido como Manolo Sarria, El Linterna o el más alto del Dúo Sacapuntas (conjunto humorístico), es un humorista, actor y presentador español.

## Biografía
Nació en Málaga en 1952 y cursó estudios de Magisterio, aunque ejerció como carpintero en Renfe. En 1978 se unió a Juan Rosa, El Pulga, para formar el conjunto humorístico Dúo Sacapuntas. Durante años trabajaron en diversos espectáculos en salas de fiesta y otros locales de ocio en la Costa del Sol.
La fama les llegó en 1987 cuando el dúo fue seleccionado para el concurso Un, dos, tres... responda otra vez, donde Sarria hacía el papel de El Linterna junto a el Pulga (Juan Rosa), donde interpretaba a un torero listo, siempre regañando a su compañero. Las coletillas empleadas en sus sketches (¿Cómo estaba la plaza?... ¡Abarrotáaaaaa! o el 22, 22, 22...) saltaron al vocabulario popular. En ese mismo año ambos humoristas se hicieron merecedores del premio TP de Oro al "Personaje más popular", otorgado por votación popular.
Tras la cancelación del programa, el dúo continuó trabajando en hoteles, salas de fiestas y en programas de la televisión andaluza, hasta que en 2002 falleció Juan Rosa. En 2004 regresó a Un, dos, tres... responda otra vez interpretando el personaje "La viuda de Paco", con sus dos hijas, Tati y Quieti. Tras la denuncia de la Fundación ALPE por el supuesto trato vejatorio hacia las personas con acondroplasia, la viuda pasó a hacerse acompañar de su cuñada "Paca, la Carricoche". 

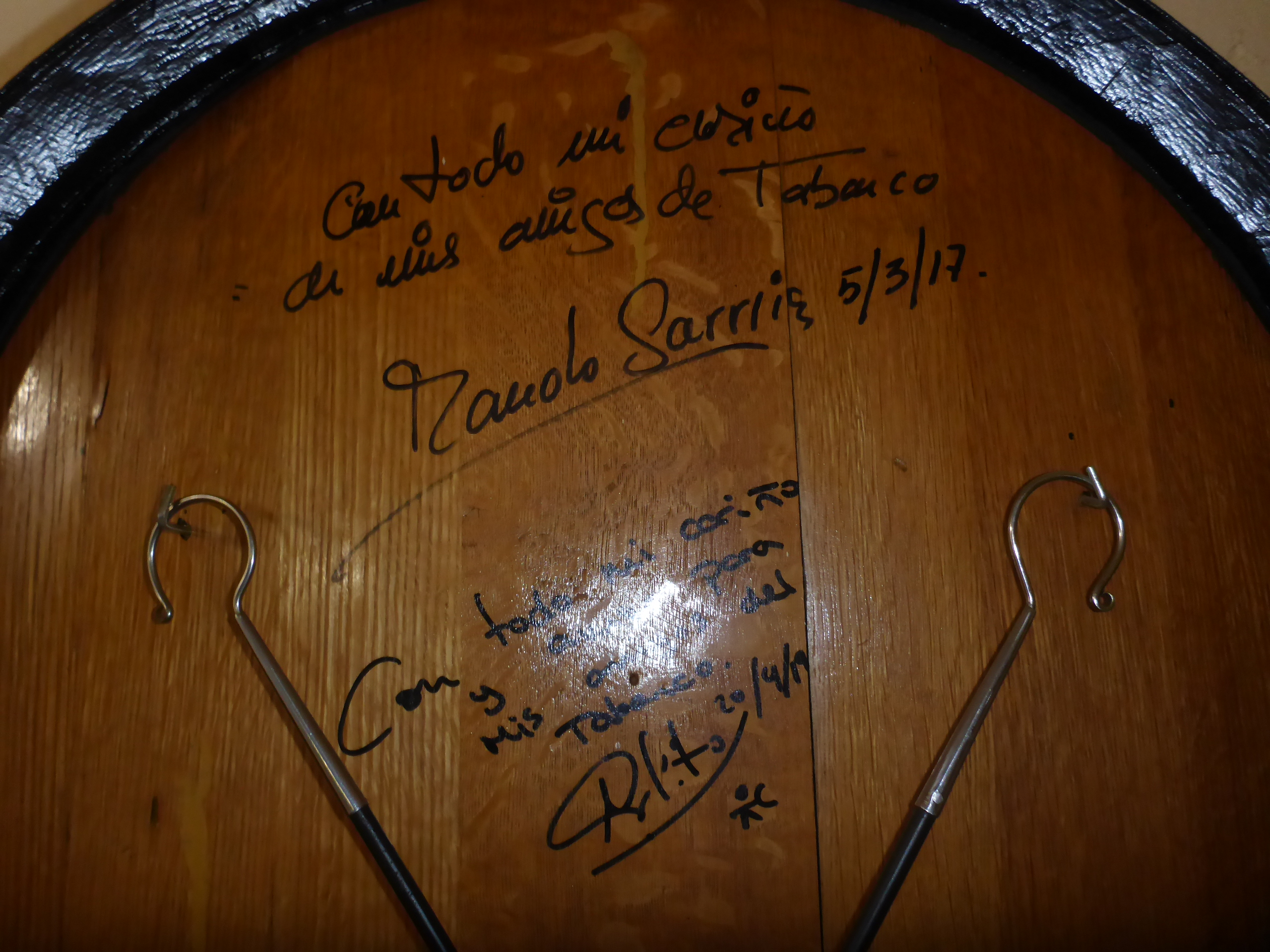
Dedicatoria del humorista.

Después participaría frecuentemente en el programa La tarde con María en Canal Sur, donde interpretó regularmente a un cura de pueblo y ejerció de cuentachistes.
Ha sido el vencedor de la 5ª. edición del programa ¡Mira quién baila! y entre 2010 y 2012 presentó el programa Taxi en la cadena andaluza Canal Sur 2 y en La Sexta en 2013.
En 2014 presentó junto con Ana Ruiz, el programa de bromas de cámaras ocultas El gran queo en Canal Sur.
Presentó la gala 2000 y una noche junto a María del Monte, Chiquito de la Calzada, Miguel Caiceo, Carmen Janeiro, Víctor Puerto, Jesús Hermida, 
Fernando Romay, Arturo Fernández y Cristina Almeida.
Desde septiembre de 2015 colabora ocasionalmente en El hormiguero de (Antena 3) haciendo de sustituto oficial del programa.
En la actualidad, y desde mayo de 2020, presenta en Canal Sur la versión andaluza del concurso Atrápame si puedes, emitido por distintas televisiones autonómicas. Igualmente, compagina sus intervenciones televisivas con diferentes actuaciones en teatros, salas y fiestas populares en municipios.

### Vida privada
Está casado con Pepi y tienen dos hijos: Manuel, nacido en 1992, y Laura, en 1994. Es hermano del poeta malagueño José Sarria Cuevas. 

## Trabajos
Televisión
| Año                  | Programa                           | Canal       | Rol                  |
| -------------------- | ---------------------------------- | ----------- | -------------------- |
| 1987-1988; 2004      | Un, dos, tres... responda otra vez | La 1        | Invitado/colaborador |
| 2007                 | ¡Mira quién baila!                 | La 1        | Concursante          |
| 2010                 | Taxi                               | Canal Sur 2 | Presentador          |
| 2014                 | El gran queo                       | Canal Sur   | Presentador          |
| 2015-2020            | El hormiguero                      | Antena 3    | Colaborador          |
| 2017                 | En la tuya o en la mía             | La 1        | Invitado             |
| 2011-2016; 2017-2019 | Menuda noche                       | Canal Sur   | Colaborador          |
| 2020-actualidad      | Atrápame si puedes                 | Canal Sur   | Presentador          |
| 2024                 | Bake Off: Famosos al horno         | La 1        | Concursante          |

## Mención especial
Cabe destacar que durante las fiestas de San Juan de 2014 de Alhaurín de la Torre (Málaga) se le otorgó la categoría de hijo adoptivo.
Este acto se llevó a cabo de manera totalmente inesperada para el cómico, ya que se encontraba presentando la gala de elección de la Reina y Míster de la Feria de San Juan. Durante la celebración aparecieron sus amigos más cercanos, sus familiares y el conocido y amigo Juan y Medio, quien le entregó este galardón. El alcalde en nombre de todo el pueblo quiso entregarle este premio por su labor, cariño e implicación con Alhaurín de la Torre. Manolo Sarria destaca por ser una persona que siempre ha colaborado en diferentes eventos del pueblo, desde fiestas escolares hasta eventos benéficos y deportivos como por ejemplo el campeonato de Radiocontrol, siendo el principal promotor de su construcción con la ayuda del alcalde.